# Maquiladora

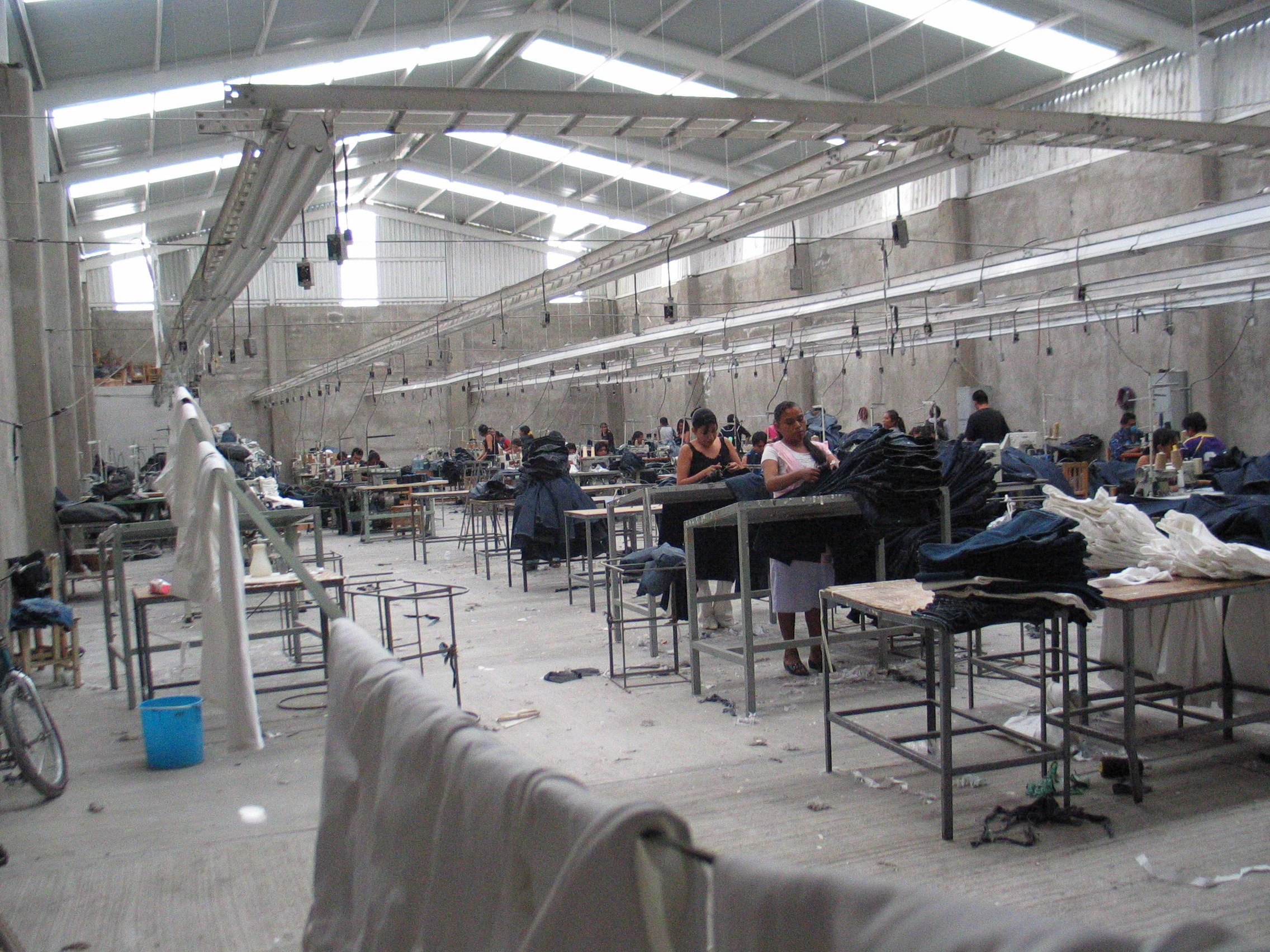
pracovníci montážního podniku

Maquiladora či maquila (španělsky maquila = poplatek za mletí; cizí útraty) je montážní podnik v severním Mexiku a Střední Americe, ve kterém se montují importované díly nebo polotovary, čímž se vyrábějí hotové nebo téměř hotové zboží, které se pak exportují.
Pojem se pojí s vytvořením severoamerického pásma volného obchodu NAFTA. V současnosti v těchto továrnách (je jich přes 3 000) pracuje více než 1 milion Mexičanů. Většinou jde o továrny, které produkují součástky na export do USA. Na rozdíl od USA a Kanady je pracovní síla v Mexiku velmi levná. Kromě toho nízká, případně žádná, cla a další poplatky spojené s obchodováním přes hranice podporují růst zisků nadnárodních korporací. Většina maquiladoras leží v těsné blízkosti mexicko-americké hranice.
Maquiladoras jsou často ve vlastnictví amerických, japonských a evropských firem, kde pracují často mladé ženy za hodinovou mzdu 50 amerických centů 9 hodin denně 6 dní v týdnu. Navzdory těmto negativním jevům přispěla NAFTA k určitým zlepšením. V některých továrnách se zlepšily pracovní podmínky zaměstnanců spolu s platy. Například kvalifikovaní pracovníci v textilních maquiladoras dostávají 1-2 USD za hodinu, přičemž pracují v moderních klimatizovaných prostorách.
Poprvé se o maquiladoras začalo mluvit v 60. letech 20. století. V polovině 90. let bylo vytvořeno přibližně 2000 maquiladoras, ve kterých pracovalo téměř půl milionu pracovníků. Během několika následujících let se jejich počet téměř zdvojnásobil a počet pracujících vzrostl více než dvakrát.
Maquiladoras jsou primárně orientovány na produkci elektronických zařízení, oděvů, plastů, nábytku, domácích spotřebičů, autodílů. 90% zboží vyrobeného v maquiladoras je exportováno na sever do USA.
Některé maquiladoras mají nepříznivý vliv na životní prostředí. Vzhledem k laxním zákonům týkajícím se ochrany životního prostředí v Mexiku jsou některé továrny zodpovědné za významné průmyslové znečišťování a poškozování životního prostředí v oblasti regionu severního Mexika.
V posledních letech však některé maquiladoras ztratily své kouzlo pro zahraniční investory. Podle dostupných zpráv více než 500 továren se muselo v průběhu 90. let 20. století zavřít, čímž došlo ke zrušení několik set tisíc pracovních míst. Všechno se to děje ve prospěch Číny, kde se mzda pohybuje v některých továrnách ve výši 25 amerických centů za hodinu. Čína tak potvrzuje a posiluje svou roli světově nejlevnějšího dodavatele součástek.